# Edu Ruiz
 Eduardo Ruiz Campuzano (Las Presillas, Cantabria, España, 28 de agosto de 1983), conocido deportivamente como Edu Ruiz, es un baloncestista español que ocupa la posición de Ala-pívot. Actualmente juega en el Club Baloncesto Valladolid de la ACB.

## Trayectoria deportiva
- 1999-2000: Cantabria Lobos (Liga EBA)
- 2000-2004: Club Baloncesto Estudiantes (2.º equipo, Liga EBA)
- 2004-2005: Club Baloncesto Guadalajara (LEB-2)
- 2005-2006: San Sebastián Gipuzkoa Basket Club (LEB Oro)
- 2006-2007: Club Bàsquet Tarragona (LEB Oro)
- 2007-2008: Club Bàsquet Tarragona (LEB Bronce) y Cantabria Lobos (LEB Oro)
- 2008-2009: AB Pas Piélagos (EBA) y Cantabria Lobos (LEB Bronce)
- 2009-2010: Lan Mobel ISB (EBA)
- 2010-2011: Club Baloncesto Valladolid (ACB)
- 2011-: CB Granada (LEB Oro)
- 2012-: Club Baloncesto Valladolid (ACB)

## Palmarés
- 2005-06  San Sebastián Gipuzkoa Basket Club Campeón.
- 2008-09. Cantabria Lobos LEB Bronce. Campeón y ascenso
- 2008-09. Cantabria Lobos Copa LEB Bronce. Campeón
- 2009-10. ISB Lan Mobel. EBA. Ascenso a LEB Plata